# Otakar Vejvoda
Otakar Vejvoda (* 18. června 1972) je bývalý profesionální český lední hokejista. V minulosti byl součástí proslulé Blue Line společně s Martinem Procházkou a Pavlem Paterou. Od sezony 2024/25 působí jako asistent trenéra týmu HC Sparta Praha.

## Kariéra

### Zrod nové hvězdy
Hbitý útočník debutoval v kladenském dresu, potažmo v domácí extralize během sezóny 1990/91. Kladno dávalo svým talentům dostatek prostoru, o čemž svědčí i 35 odehraných zápasů na jeho kontě, během kterých si připsal 5 bodů za 2 branky a 3 přihrávky. V druhé sezóně odehrál o zápas více a i bodovou bilanci vylepšil na 11 bodů (6 + 5).
Zkušenosti a hokejové dovednosti se neustále posouvaly na vyšší úroveň a dvaadvacetiletý Vejvoda se začínal čím dál více prosazovat. Sezónu zakončil s 26 body (10 + 16). Naprostý zlom nastal během ročníku 1993/94. Kladno se prezentuje nevídanou ofenzivní sílou a senzačně vyhrává základní část soutěže. Formace Martin Procházka – Pavel Patera – Otakar Vejvoda se stává postrachem všech týmů. V play-off ale překvapivě nestačí v pětizápasové bitvě na Olomouc a útěchou může být jen vyhraná série o třetí místo se Spartou.
Následující sezóna je ve znamení dalších úspěchů. Kladno po základní části skončilo druhé za Vsetínem jen kvůli mírně horšímu skóre. „Paterovci“ okouzlují svým uměním všechny diváky a Vejvodova forma graduje. Klubovou sezónu zakončuje Vejvoda s bilancí 62 bodů (26 + 36). „Blue-line“ samozřejmě nemohla chybět na mistrovství světa. Češi však nezvládli semifinále s Finskem a v zápase o třetí místo nestačili ani na Kanadu. Pro kladenské křídlo to však byly další cenné zkušenosti.

### Zlato z Vídně
Ročník 1995/96 bude patřit mezi to nejpříjemnější co se v profesionální kariéře dravého forvarda událo. Řada P + P + V nadále ničila soupeře, ale jako samotnému Kladnu se už tak nedařilo. V play-off skončili ve čtvrtfinále na hokejkách Vsetína. Sladkou odměnou však byl světový šampionát, který se pořádal ve Vídni. Český lev prochází turnajem s patřičnou lehkostí a svět se nestačí divit, co ti šikovní mladíci z Kladna předvádějí. Fanoušci tleskají i drobnému útočníkovi, který se nezalekne ani řízných Američanů a bojuje o každý centimetr ledu a svůj famózní výkon završuje i dvěma brankami.
Finále je už zapsáno zlatým písmem do historie českého hokeje. Podceňované mužstvo vedené zkušeným stratégem Luďkem Bukačem drží s Kanadou krok. Nezapomenutelná chvíle přichází 19 sekund před třetí sirénou. Vejvoda rozehrává puk do středního pásma a jede střídat, Patera se dostává do útočného pásma a posílá přesný pas na Procházku a ten švihem překonává Josepha! Kanaďané jsou na kolenou, nevychází jim ani pokus reklamace příliš zahnuté hokejky beka Neckáře a dostávají dvojitý trest. Ten nejdůležitější je právě do opuštěné branky, kdy Jiří Kučera využil vynikajícího forčekingu kapitána Roberta Reichela a potvrdil náš triumf. Český celek se tak po jedenácti letech stal opět králem světového hokeje.

### Strmý pád
Velká očekávání jsou kladena zejména na Světový pohár, kde naše soupiska čítá všechny hvězdy z nejslavnější ligy světa, nicméně nastává úplný kolaps a mistři světa jsou nedůstojným soupeřem i pro Němce. Samotný Vejvoda odehrává dva zápasy s horečkou a nemůže odevzdat na ledě všechno. Od té doby kariéra populárního hokejisty mířila strmě dolů. Služby kladenského tria si předem zamlouvá celek AIK Stockholm, ale právě tam přichází budoucí problémy.
Tvrdý tréninkový režim a špatný přehled kondičního trenéra zapříčinil postupný zdravotní kolaps křídelního útočníka. Únava a vysílení se stupňovalo a bylo jisté, že zdraví české hvězdy se podlamuje každou sekundou. Poslední utkání své poměrně krátké kariéry odehrává v lednu 1998, od té doby musel absolvovat nespočet vyšetření, které měly odhalit příčinu veškerých problémů se svalstvem na nohách. Lékaři, kteří diagnostikovali nesoulad svalových vláken a nervů, tak museli přejít k radikálnímu operačnímu zákroku, který měl uvolnit neustálý tlak. Po úspěšné rehabilitaci se ještě pokoušel o návrat v roce 1999, ale další problém s nervem prakticky vynesl konečný rozsudek s profesionálním hraním.
Dlouhou dobu se vyhýbal společnosti, nikdo o něm nevěděl. Se svými bývalými parťáky z útoku se po dlouhých letech sešel a zavzpomínali na ty všechny krásné chvíle. V současnosti žije ve Švédsku se svou rodinou a trénuje třetiligový celek Vasby Botkyrka. Při MS v ledním hokeji v roce 2013 spolupracoval s redakcí sportu České televize při vysílání jako host-expert.

## Ocenění a úspěchy
- 1994 ČHL – Nejproduktivnější hráč v playoff
- 1996 MS – All-Star Tým

## Klubová statistika
| Sezóna        | Klub              | Soutěž        |     | Základní část | Základní část | Základní část | Základní část | Základní část |   | Play off | Play off | Play off | Play off | Play off |
| Sezóna        | Klub              | Soutěž        | Z   | G             | A             | B             | TM            | Z             | G | A        | B        | TM       |          |          |
| 1990-91       | Poldi SONP Kladno | ČSHL          | 35  | 2             | 3             | 5             | 2             | —             | — | —        | —        | —        |          |          |
| 1991-92       | Poldi SONP Kladno | ČSHL          | 36  | 6             | 8             | 14            | 6             | 7             | 2 | 0        | 2        | 0        |          |          |
| 1992-93       | Poldi SONP Kladno | ČSHL          | 35  | 7             | 10            | 17            | 28            | —             | — | —        | —        | —        |          |          |
| 1993-94       | Poldi SONP Kladno | ČHL           | 39  | 12            | 24            | 36            | 8             | 11            | 6 | 10       | 16       | 4        |          |          |
| 1994-95       | Poldi SONP Kladno | ČHL           | 39  | 25            | 31            | 56            | 24            | 8             | 1 | 5        | 6        | 6        |          |          |
| 1995-96       | HC Poldi Kladno   | ČHL           | 40  | 22            | 24            | 46            | 26            | 8             | 2 | 0        | 2        | 25       |          |          |
| 1996-97       | AIK Ishockey      | SEL           | 46  | 11            | 10            | 21            | 53            | 6             | 1 | 2        | 3        | 2        |          |          |
| 1997-98       | AIK Ishockey      | SEL           | 4   | 0             | 0             | 0             | 0             | —             | — | —        | —        | —        |          |          |
| 2009-10       | Lidingö Vikings   | Div.2         | 13  | 9             | 17            | 26            | 6             | —             | — | —        | —        | —        |          |          |
| Celkem v ČSHL | Celkem v ČSHL     | Celkem v ČSHL | 106 | 15            | 21            | 36            | 36            | 7             | 2 | 0        | 2        | 0        |          |          |
| Celkem v ČHL  | Celkem v ČHL      | Celkem v ČHL  | 118 | 59            | 79            | 138           | 58            | 27            | 9 | 15       | 24       | 35       |          |          |

## Reprezentace
| Rok                       | Tým                       | Soutěž                    | Z  | G | A | B  | TM |
| ------------------------- | ------------------------- | ------------------------- | -- | - | - | -- | -- |
| 1995                      | Česko                     | MS                        | 8  | 2 | 1 | 3  | 6  |
| 1996                      | Česko                     | MS                        | 8  | 4 | 3 | 7  | 4  |
| 1996                      | Česko                     | SP                        | 2  | 0 | 0 | 0  | 2  |
| Seniorská kariéra celkově | Seniorská kariéra celkově | Seniorská kariéra celkově | 18 | 6 | 4 | 10 | 12 |